# 拉姆纳加尔
拉姆纳加尔（Ramnagar），是印度比哈尔邦Pashchim Champaran县的一个城镇。总人口38549（2001年）。

## 人口
该地2001年总人口38549人，其中男性20489人，女性18060人；0—6岁人口7469人，其中男3891人，女3578人；识字率48.33%，其中男性为57.26%，女性为38.21%。